# Піразол

Будова піразолу

Піразо́л (рос. пиразол, англ. pyrazole) — органічна сполука, що є 6π-гетероароматичним п'ятичленним 1,2-діазолом складу C3H4N2.

## Отримання
Отримують піразол приєднанням діазометану до ацетилену, а також взаємодією гідразину з 1,3-дикетонами.

## Хімічні властивості
Ядро піразолу здатне до електрофільних реакцій заміщення (галогенування, сульфування, нітрування, меркурування). Атом H кільцевого N заміщується на лужні метали, магній, срібло. 
Гетероядро відновлюється до піразолінового, а в присутності нікелю — до піразолідинового.
Похідні піразолу є слабкими основами. Металічні похідні алкілюються та ацилюються. Утворюють комплекси із солями важких металів. Похідні відносно стабільні до окиснення. 